# Ulbølle Mølle
Ulbølle Mølle i landsbyen Ulbølle er en helmuret tårnmølle af typen "hollandsk kornmølle med galleri", opført i 1863, og beliggende mellem Svendborg og Faaborg på Sydvestfyn. Den malede korn indtil 1970, hvor den blev taget ud af drift. Dens ejer var den gang Fyns Andels Foderstofforretning.
Under- og overmøllen har rund, hvidkalket grundmur, opmuret i flensborgsten, og møllen har en løgformet hat, som er beklædt med pap. Vingerne krøjer med vindrose og kører for sejl. Vingerne er malet gule og har små lysspots monteret.
Møllen blev bygget af møller Peter Larsen i 1863, og det anføres, at den blev solgt til skibsfører Rasmus Larsen i 1884. Frem til 1923 forblev den i hans eje, hvorefter hans datter og svigersøn, Rasmus Møller Christensen, overtog den. Under 1. verdenskrig, hvor der var mangel på olie, producerede Ulbølle Mølle elektricitet til det lokale el-værk i Vester Skerninge, når mølleriarbejdet var gjort..
Under Christensens ledelse fulgte en ny æra for møllen, og omkring 1932 omdannedes møllen til aktieselskabet Ulbølle Mølle A/S, hvor han selv var direktør. Selskabet opløstes i 1952, og møllen købtes af møller Verner Nielsen.
Tiden efter 2. verdenskrig betød vækst for møllen, således at forretningen udvidedes næsten hvert år. Men i 1970 standsedes møllen, og den benyttedes derefter kun til opbevaring af korn. Ulbølle Mølle omdannedes 1. januar 1970 igen til et aktieselskab under navnet Ulbølle, Korn og Foderstofforretning A/S. Mølleren solgte den 1. juli 1989 sine aktier til Fynbo Olie A/S, som dermed overtog en virksomhed med 18 heltidsansatte på årsbasis, og selskabet fusioneredes i 1992 med Fyens Andels Foderstofforening (FAF).
Efter at møllen var taget ud af brug, begyndte den at forfalde, og i 1998 stiftede beboerne i landsbyen Ulbølle foreningen Ulbølle Mølles Venner, som overtog møllen fra FAF og fik den sat i stand.
55°4′44.58″N 10°25′24.10″Ø / 55.0790500°N 10.4233611°Ø